# Zeche Flößgraben
Die Zeche Flößgraben ist ein ehemaliges Steinkohlenbergwerk im Wittener Ortsteil Vormholz. Das Bergwerk gehörte zum Märkischen Bergamtsbezirk und dort zum Geschworenenrevier Hardenstein.

## Bergwerksgeschichte
Im Jahr 1833 legte der Bauer Georg Frielinghaus eine Mutung auf zwei Flöze ein. Beide Flöze befanden sich auf seinem eigenen Grundstück. Am 15. März 1836 wurde das Geviertfeld Flößgraben verliehen. Das Geviertfeld befand sich zwischen dem Muttenbach und der Ruhr und beinhaltete die Flöze Mausegatt, Kreftenscheer und Geitling. Georg Frielinghaus erhielt durch die Verleihung die Abbaurechte für alle Flöze im Geviertfeld Flößgraben. Im Jahr 1846 war das Bergwerk nachweislich in Betrieb. Im Jahr 1855 wurde ein Stollen angesetzt, der anschließend gemeinsam mit der Zeche Louischen betrieben wurde. Der Stollen wurde ab der Wittener Fähre im Bereich der heutigen Ruhrbrücke aufgefahren. Bis Jahresende 1855 waren insgesamt 52 3/8 Lachter an Stollenlänge aufgefahren. Im Jahr 1859 wurden die Geviertfelder Flößgraben II und Flößgraben III verliehen. Dadurch erhielt Frielinghaus nun auch die Abbaurechte für das Flöz Finefrau, die alten Abbaurechte blieben zusätzlich erhalten. Im Jahr 1863 war das Bergwerk nachweislich in Betrieb. Am 22. Dezember des Jahres 1874 erfolgte die Verleihung des Geviertfeldes Flößgraben IV. Am 1. Dezember des Jahres 1881 wurde die Zeche Flößgraben zusammen mit der Zeche Louischen stillgelegt. Am 16. Juni 1936 wurden die Geviertfelder Flößgraben I bis III zur Zeche Vereinigte Hardenstein zugeschlagen.

### Förderung und Belegschaft
Die ersten bekannten Förder- und Belegschaftszahlen des Bergwerks stammen aus dem Jahr 1855, damals wurden mit zwölf Bergleuten 661 preußische Tonnen Steinkohle gefördert. Im Jahr 1864 waren 19 Bergleute auf der Zeche beschäftigt. Für das Jahr 1867 wurde eine Förderung von 3869 Tonnen Steinkohle angegeben, 1869 stieg die Förderung auf 4255 Tonnen Steinkohle. Die letzten Belegschaftszahlen des Bergwerks stammen aus dem Jahr 1874, damals waren drei Bergleute auf der Zeche beschäftigt, die eine Förderung von 22 Tonnen Steinkohle erbrachten. Die letzten Förderzahlen des Bergwerks stammen aus dem Jahr 1881, es wurden 30 Tonnen Steinkohle gefördert.